# Coquitlam
Coquitlam è una città nel Lower Mainland della British Columbia, Canada. Coquitlam si trova sul territorio tradizionale, ancestrale e non ceduto del kʷikʷəƛ̓əm (Kwikwetlem First Nation). Principalmente suburbana, Coquitlam è la sesta città più grande della provincia, con una popolazione di 139.284 abitanti nel 2016, e uno dei 21 comuni che compongono Metro Vancouver. Il sindaco è Richard Stewart. Simon Fraser esplorò la regione nel 1808, incontrando i popoli indigeni. Gli europei iniziarono a stabilirsi negli anni '60 dell'Ottocento. La Fraser Mills, una segheria all'avanguardia sulla riva nord del fiume Fraser, fu costruita nel 1889 e nel 1908 c'erano 20 case, un negozio, un ufficio postale, un ospedale, un palazzo di uffici, un barbiere, una piscina sala e un tempio sikh. Dopo la seconda guerra mondiale, a Coquitlam e Metro Vancouver si è verificata una sostanziale crescita della popolazione, che continua ancora oggi.

## Storia
I Salish della Costa furono i primi ad abitare in quest'area, e l'archeologia conferma l'occupazione continua del territorio da almeno 9.000 anni. Si dice che il nome Kwikwetlem derivi da un termine Coast Salish che significa "pesce rosso sul fiume".
L'esploratore Simon Fraser attraversò la regione nel 1808 e negli anni '60 dell'Ottocento gli europei iniziarono gradualmente a stabilirsi nell'area. Coquitlam iniziò come un "luogo di mezzo" con la costruzione di North Road a metà del 19º secolo per fornire ai Royal Engineers di New Westminster l'accesso alle strutture portuali di Port Moody tutto l'anno.
Il giovane comune ebbe il suo primo impulso nel 1889 quando Frank Ross e James McLaren aprirono quella che sarebbe diventata Fraser Mills, una segheria all'avanguardia da 350.000 dollari canadesi sulla riva nord del fiume Fraser. Il distretto di Coquitlam fu costituito nel 1891. Nel 1908, intorno al mulino era cresciuta una città di mulini di 20 case, un negozio, un ufficio postale, un ospedale, un palazzo di uffici, un barbiere, una sala da biliardo e un tempio sikh. Fu costruita la residenza di un direttore di mulino che sarebbe poi diventata Place des Arts.
Nei due anni successivi, diversi contingenti di lavoratori franco-canadesi arrivarono dal Quebec e nacque Maillardville. Prende il nome da padre Edmond Maillard, un giovane oblato francese, divenne il più grande centro francofono a ovest di Manitoba. Il passato di Maillardville è riconosciuto oggi nei nomi delle strade, nel sistema educativo francofono e nei programmi di immersione in francese, nelle guide e negli scout delle ragazze in lingua francese e nelle celebrazioni come il Festival du Bois.
Dopo la seconda guerra mondiale, Coquitlam e il resto della Lower Mainland hanno registrato una crescita demografica sostanziale che continua ancora oggi. L'apertura della Lougheed Highway nel 1953 rese la città più accessibile e pose le basi per la crescita residenziale. Nel 1971, Coquitlam e Fraser Mills furono fuse, il che diede alla città una base industriale più ampia. Il mulino è stato chiuso nel 2001 ed è ora trasformato in una zona residenziale.

## Geografia
Coquitlam si trova da 10 a 15 km a est di Vancouver, dove il fiume Coquitlam si collega al fiume Fraser e si estende a nord-est lungo il fiume Pitt verso i laghi Coquitlam e Pitt. Coquitlam confina con Burnaby e Port Moody a ovest, New Westminster a sud-ovest e Port Coquitlam a sud-est. Burke Mountain, Eagle Ridge e il monte Coquitlam alto 1.583 m formano il confine settentrionale della città. L'area di Coquitlam, 152,5 chilometri quadrati, è circa sei volte più grande di Port Moody o Port Coquitlam.
Come Vancouver, Coquitlam si trova nel fuso orario del Pacifico (inverno UTC-8, estate UTC-7) e nell'ecozona marittima del Pacifico.

### Quartieri
Municipio di Coquitlam
La forma geografica di Coquitlam può essere pensata come una clessidra inclinata, con due appezzamenti di terreno più grandi con una sezione centrale più piccola che li collega.
Southwest Coquitlam comprende il nucleo originale della città, con il settore industriale di Maillardville e Fraser River che lascia il posto alle grandi aree residenziali di Austin Heights, colloquialmente chiamate "The Bump"  a causa della sua topografia dell'altopiano alto e piatto. Queste residenze più vecchie, con dimensioni immobiliari più grandi, vengono sempre più demolite e sostituite con case nuove e più grandi. L'area di Poirier Street era il centro ricreativo originale della città con il Coquitlam Sports Centre, Chimo Aquatic and Fitness Centre e campi sportivi situati lì, mentre il municipio era precedentemente situato più a sud a Maillardville.
L'area di Austin Heights contiene il Lago di Como, una rinomata area urbana di pesca e ricreazione, e le sorgenti dello spartiacque di Como. Lo spartiacque rappresenta uno degli ultimi spartiacque urbani nelle Tri-Cities che ospita stock selvatici di salmone coho e altre specie a rischio come la trota spietata costiera (sia navali che stanziali) e specie di uccelli come l'airone azzurro maggiore e airone verde. Contiene anche Mundy Park, uno dei più grandi parchi urbani nell'area di Metro Vancouver.
Lago Lafarge al centro di Coquitlam
Nel 1984, il governo provinciale ha venduto 57 ettari precedentemente annessi al Riverview Hospital a Molnar Developments. Poco dopo, questa terra fu suddivisa e divenne Riverview Heights, con circa 250 case unifamiliari. I restanti 240 acri (0,97 km2) di questa struttura per la salute mentale ancora attiva sono stati oggetto di molte controversie tra sviluppatori, ambientalisti e ambientalisti. Nel 2005, la task force della città sui terreni ospedalieri ha respinto l'idea di ulteriori alloggi sui terreni e ha dichiarato che i terreni e gli edifici dovrebbero essere protetti e rimanere una struttura per la salute mentale. Nel maggio 2021, il governo della British Columbia ha annunciato che le terre di Riverview erano state ribattezzate səmiq̓wəʔelə (pronunciato Suh-MEE-kwuh-EL-uh), che significa "Il luogo del grande airone azzurro". La kʷikʷəƛ̓əm Nation e BC Housing stanno lavorando a un piano generale a lungo termine per lo sviluppo del sito.
Coquitlam Town Center, è stato designato come "Centro cittadino regionale" nell'ambito del piano strategico della regione vivibile della metropolitana di Vancouver. Il concetto di centro urbano per la zona risale al 1975, ed è destinato ad avere un'alta concentrazione di alloggi ad alta densità, uffici, strutture culturali, di intrattenimento e educative a servizio delle principali aree in crescita della regione, servite da un servizio di trasporto rapido .È nel centro della città che si trovano molti edifici pubblici, tra cui il municipio, una filiale della Biblioteca pubblica di Coquitlam, R.C.M.P. stazione, la principale sala dei vigili del fuoco di Coquitlam, il David Lam Campus del Douglas College, l'Evergreen Cultural Centre, il City Center Aquatic Complex, il Town Center Park e il Percy Perry Stadium.
Nel 1989, il governo provinciale ha venduto 570 ettari di terreno boschivo di seconda crescita sul versante sud di Eagle Mountain, noto localmente come Eagle Ridge, allo sviluppatore Wesbild. Ciò ha portato alla chiusura del Westwood Motorsport Park nel 1990 e alla creazione del Westwood Plateau, che è stato sviluppato in 4.525 case di lusso, oltre a due campi da golf.
Con il completamento dello sviluppo sull'altopiano di Westwood e l'apertura del David Avenue Connector nel 2006, lo sviluppo urbano principale di Coquitlam si è ora spostato a Burke Mountain nella parte nord-orientale della città.
Con il nuovo sviluppo dell'Evergreen Extension della Millennium Line del sistema SkyTrain Rapid Transit, entrato in funzione nel dicembre 2016, l'area di sviluppo urbano di Coquitlam si è nuovamente spostata a Burquitlam e in secondo luogo a Burke Mountain. Il piano dell'area di Burke Mountain è ora suddiviso in 4 nuovi piani di quartiere: Lower Hyde Creek Neighbourhood, Upper Hyde Creek Neighborhood, Partington Creek e Smiling Creek.

## Clima
Come gran parte del meteo di Vancouver, Coquitlam ha un clima oceanico (clima Köppen tipo Cfb), godendo di temperature miti e precipitazioni sufficienti; estati calde/secche e inverni umidi/freddi. Tuttavia, a differenza di altre città della zona, a Coquitlam le precipitazioni sono particolarmente abbondanti a causa della sua vicinanza ai pendii montuosi. Con l'aria verso ovest che si sposta dall'Oceano Pacifico, l'aria è costretta a risalire le montagne costiere facendola raffreddare, condensare e cadere come precipitazione, questo processo è noto come precipitazione orografica. L'effetto orografico è principalmente responsabile della massiccia precipitazione media annua di 1.969 mm che Coquitlam riceve ogni anno, con la maggior parte delle precipitazioni nei mesi autunnali e invernali, con 316 mm a novembre; l'estate è generalmente soleggiata con precipitazioni minime con 60,7 mm a luglio. Sebbene le temperature miti consentano la maggior parte della pioggia durante i mesi invernali, occasionalmente cadrà la neve. Con un'altitudine leggermente superiore rispetto al resto del meteo di Vancouver, Coquitlam riceve una media di 64,4 cm di neve all'anno, rimanendo raramente a terra per alcuni giorni, aggiungendosi a un manto nevoso molto intermittente durante il stagione invernale.
Coquitlam si trova anche in una delle regioni più calde del Canada, dove la temperatura media annuale media è di 10,2 °C. Le temperature sono calde durante i mesi estivi con una media massima di 22,7 °C e una media minima di 13,4 °C ad agosto. Durante i mesi invernali, la media massima è di 5,6 °C e la media minima è di 0,9 °C a dicembre. Questo clima relativamente mite, per gli standard canadesi, è causato dalla calda corrente dell'Alaska al largo e dalle numerose catene montuose che impediscono all'aria fredda artica dal resto del Canada di raggiungere l'angolo sud-ovest della Columbia Britannica.
Il 28 giugno 2021, Coquitlam ha raggiunto la massima temperatura massima di 41 °C, battendo il precedente record di 37,0 °C.

## Amministrazione

### Gemellaggi
- Laizhou
- Ormoc
- Paju